# Нижнее Нильмозеро
Нижнее Нильмозеро — озеро на территории Малиновараккского сельского поселения Лоухского района Республики Карелии.

## Общие сведения
Площадь озера — 13,5 км², площадь водосборного бассейна — 159 км². Располагается на высоте 22,9 метров над уровнем моря.
Форма озера лопастная, продолговатая: оно почти на двенадцать километров вытянуто с запада на восток. Берега изрезанные, каменисто-песчаные, преимущественно возвышенные, местами заболоченные.
Через водоём протекает река Нильма, впадающая в Кандалакшский залив Белого моря.
В озере более трёх десятков безымянных островов различной площади, однако их количество может варьироваться в зависимости от уровня воды.
У восточной оконечности озера проходит автодорога местного значения 86К-124 («Р-21 „Кола“, км 1051 — Нильмозеро — Нильмогуба»).
Код объекта в государственном водном реестре — 02020000711102000001968.